# Real Club Marítimo de Melilla

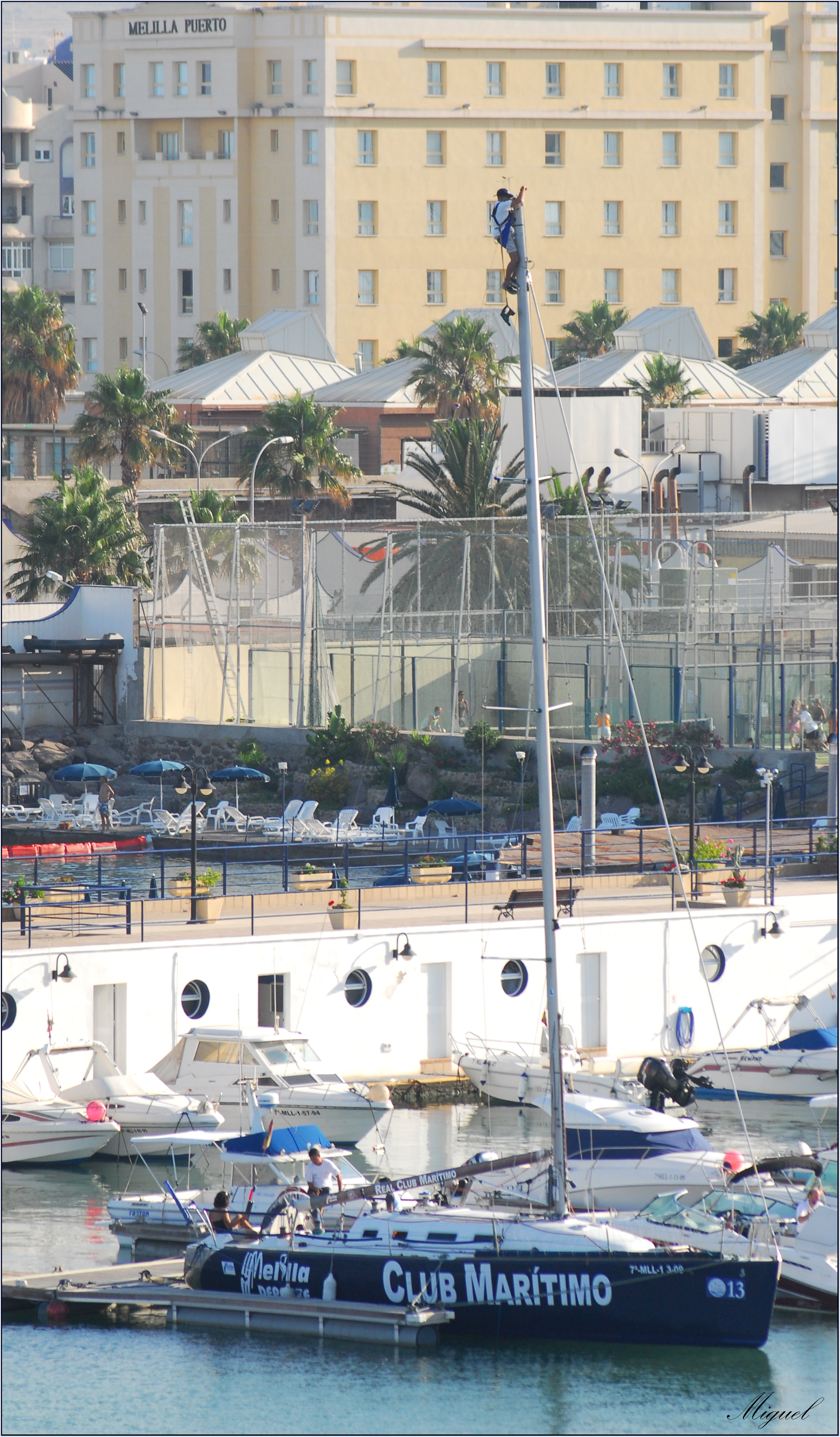
Vista del club

El Real Club Marítimo de Melilla (RCMM) es una institución deportiva y social dedicada a la promoción de deportes náuticos, situada en la ciudad autónoma de Melilla, España. Fundado en 1944, el club ha desempeñado un papel fundamental en el desarrollo de la cultura marítima y deportiva de la región, fomentando la práctica de la vela, el kayak, el windsurf y otras actividades relacionadas con el mar. Además, cuenta con más de 6.000 socios y pertenece a la Asociación Española de Clubes Náuticos.

## Historia
El Club Marítimo de Melilla fue fundado oficialmente el 6 de marzo de 1944, con el objetivo de promover las actividades náuticas entre la población local y ofrecer un espacio social para sus socios. La inauguración oficial tuvo lugar el 13 de agosto de 1944. En sus primeros años, el club se centró en actividades básicas de navegación y pesca deportiva.
En reconocimiento a su labor y trayectoria, el club recibió el título de "Real" el 29 de septiembre de 2006, concedido por el rey Juan Carlos I, adoptando desde entonces la denominación Real Club Marítimo de Melilla.
A lo largo de sus más de 80 años de historia, el RCMM ha contado con 17 presidentes, entre los que destaca Manuel Ángel Quevedo Mateos, presidente de honor y el que ha permanecido más tiempo en el cargo. El actual presidente es Jerónimo Pérez Hernández. En 2024, el club celebró su 80º aniversario con una cena homenaje y estableció un hermanamiento con el Club de Mar de Almería, reforzando vínculos con otras entidades náuticas del país.

## Instalaciones

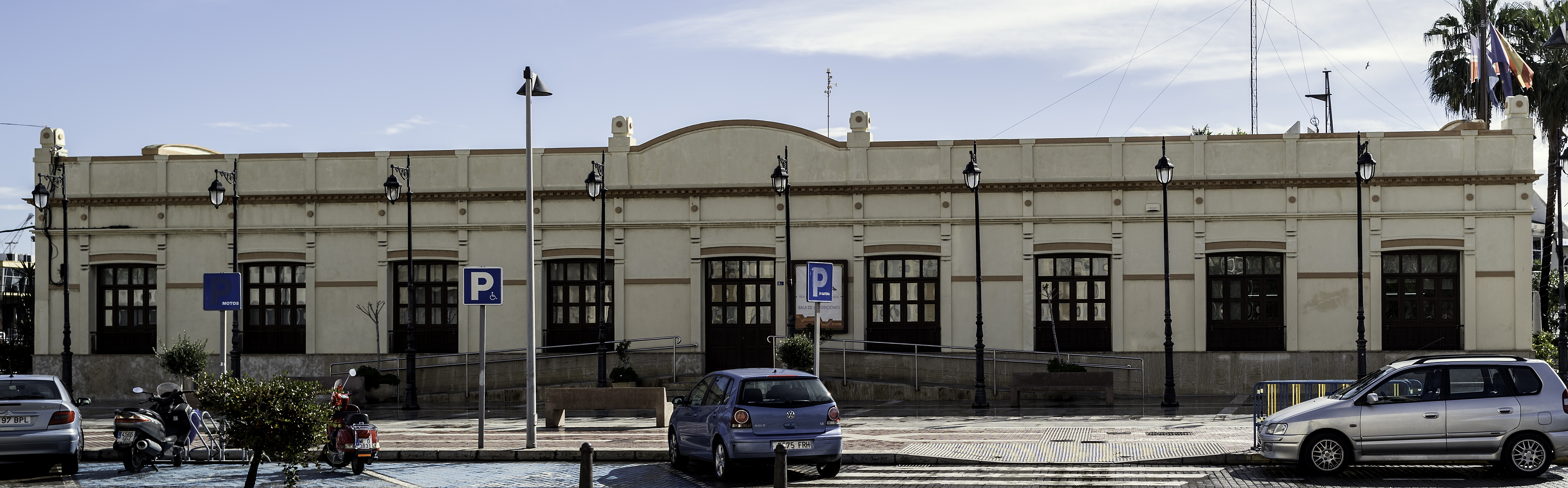
Sala de exposiciones del club

El Real Club Marítimo de Melilla dispone de modernas instalaciones que han sido renovadas y ampliadas para ofrecer servicios de calidad a sus socios y usuarios. Algunas de las infraestructuras más destacadas son:
- Puerto Deportivo y Espigón: Remodelación del espigón original de 1924, que permite el atraque de embarcaciones de distintos tamaños.
- Centro Social: Cuenta con un edificio social que ha sido transformado para incluir una sala de exposiciones, sala de conferencias, biblioteca y sala de lectura, facilitando actividades culturales y formativas.
- Instalaciones Deportivas: Piscina cubierta, spa, gimnasio, y pistas de pádel, que complementan la oferta deportiva más allá de las actividades náuticas.[6]
- Centro de Actividades Náuticas (CAN): Inaugurado en 2001, este centro alberga la flota de embarcaciones propias del club, incluyendo veleros de diversas clases y kayaks. Ofrece cursos de formación para todas las edades y niveles, promoviendo la enseñanza de la vela, kayak y windsurf.[7]

## Actividades y eventos

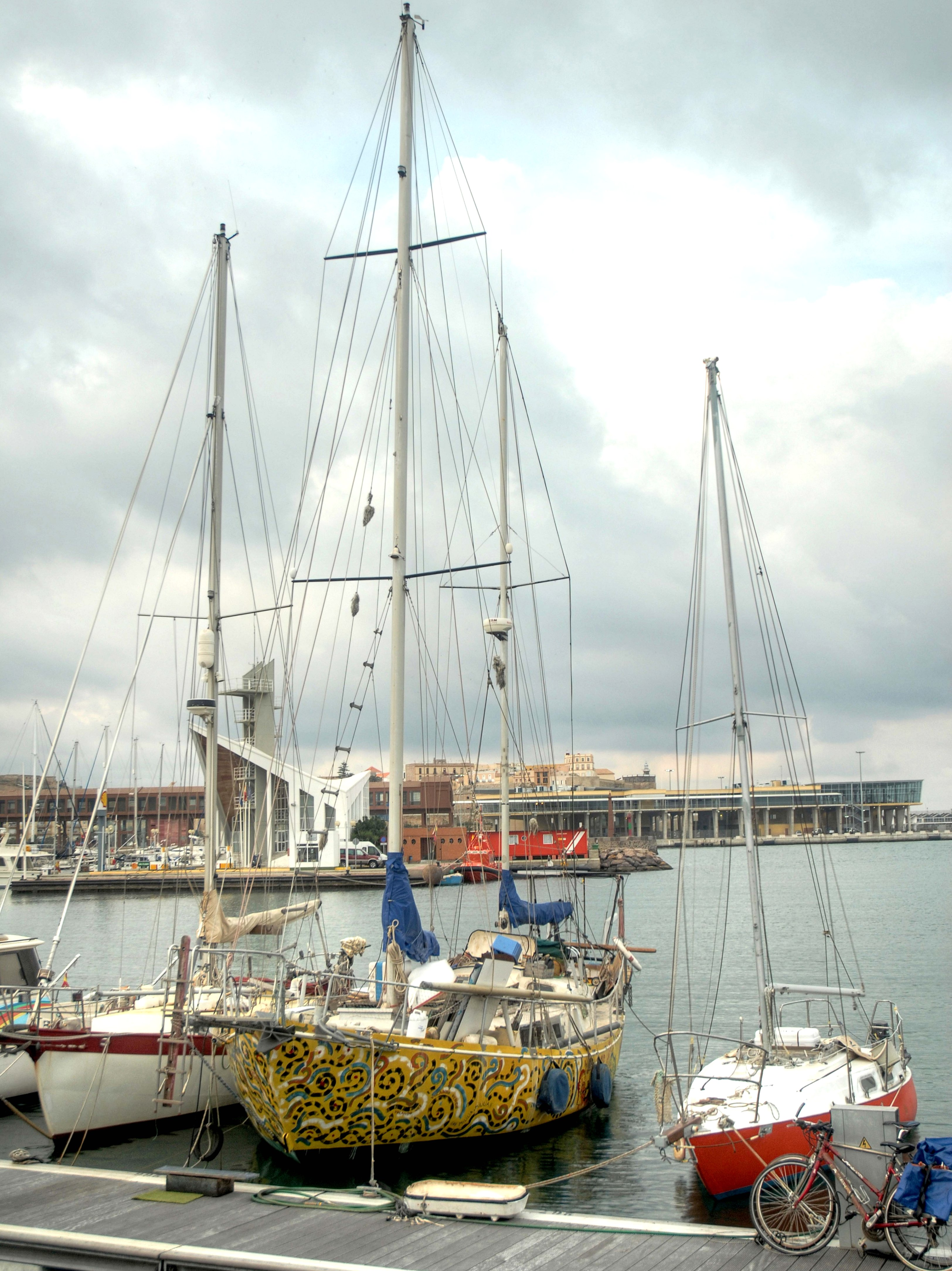
Semana Náutica de Melilla

El Real Club Marítimo de Melilla organiza anualmente la Semana Náutica de Melilla, un evento emblemático que reúne a deportistas y aficionados en competiciones de vela ligera, pesca deportiva, paddle surf y otras actividades marítimas. Este evento tiene reconocimiento oficial de la Real Federación Española de Vela y la Federación Española de Pesca y Casting, consolidando al club como referente en el ámbito deportivo regional y nacional.
Además, el club ha sido sede de importantes competiciones internacionales. En 2024, acogió el Campeonato de Europa de Snipe femenino, demostrando su capacidad organizativa y la calidad de sus instalaciones para albergar eventos de alto nivel.
El Centro de Actividades Náuticas (CAN), inaugurado en 2001, dispone de una flota propia de embarcaciones de vela en las clases Optimist, Laser, Snipe, Gamba y Brenta, además de embarcaciones para kayak y windsurf. 
Organiza anualmente la regata de vela ligera, y ha organizado múltiples competiciones, entre las que destacan:
- Copa de España de la clase Optimist en 2006
- Trofeo de la Asociación Española de Clubes Náuticos en 2009
- Campeonato de España de la clase snipe en 2013

En el ámbito individual, destaca la deportista Azul Sánchez, campeona mundial en Techno 293 (windsurf) en categoría femenina sub-17 en 2022.
Otras actividades que desarrolla el club incluyen regatas locales y regionales, cursos de formación deportiva, jornadas de promoción del deporte náutico para jóvenes y programas de inclusión social a través del deporte.

## Compromiso social y medioambiental
El RCMM está comprometido con la preservación del medio ambiente marino y la promoción de la sostenibilidad. Desarrolla campañas de limpieza de playas, actividades de educación ambiental y fomenta prácticas responsables entre sus socios y usuarios para minimizar el impacto ambiental de sus actividades.

## Organización y socios
El club cuenta con una amplia base de socios, que participan activamente en las diferentes actividades deportivas, sociales y culturales. La Junta Directiva, encabezada por el presidente, coordina la gestión y planificación estratégica del club, asegurando el cumplimiento de sus objetivos deportivos y sociales.